# Dwayne Haskins
Pour les articles homonymes, voir Haskins.
(en) Statistiques sur pro-football-reference
Dwayne Haskins, né le 3 mai 1997 à Highland Park dans le New Jersey et mort le 9 avril 2022 à Fort Lauderdale en Floride, est un joueur professionnel américain de football américain qui évoluait au poste de quarterback dans la National Football League (NFL).
Après une saison universitaire couronnée de succès avec les Buckeyes d'Ohio State en 2018, il est sélectionné au premier tour de la draft 2019 de la NFL par les Redskins de Washington. Il est libéré par la franchise de Washington durant sa deuxième année parce qu’il ne répond pas aux attentes. Il signe aux Steelers de Pittsburgh en 2021 en tant que remplaçant.
Il meurt en 2022, durant l'intersaison, après avoir été renversé par un véhicule.

## Biographie

### Jeunesse
Dwayne Haskins est obsédé par le football américain très jeune, vers l'âge de 10 ans. Quarterback, l'enfant se fait remarquer par sa capacité à envoyer des passes longues et précises. Sa famille déménage à Potomac dans le Maryland pour qu'il puisse jouer en high school comme les meilleurs adolescents. Il intègre ainsi l'équipe de Bullis (en) et y joue de 2013 à 2016, compilant un gain de 5 308 yards et 54 touchdowns,,.

### Buckeyes d'Ohio State

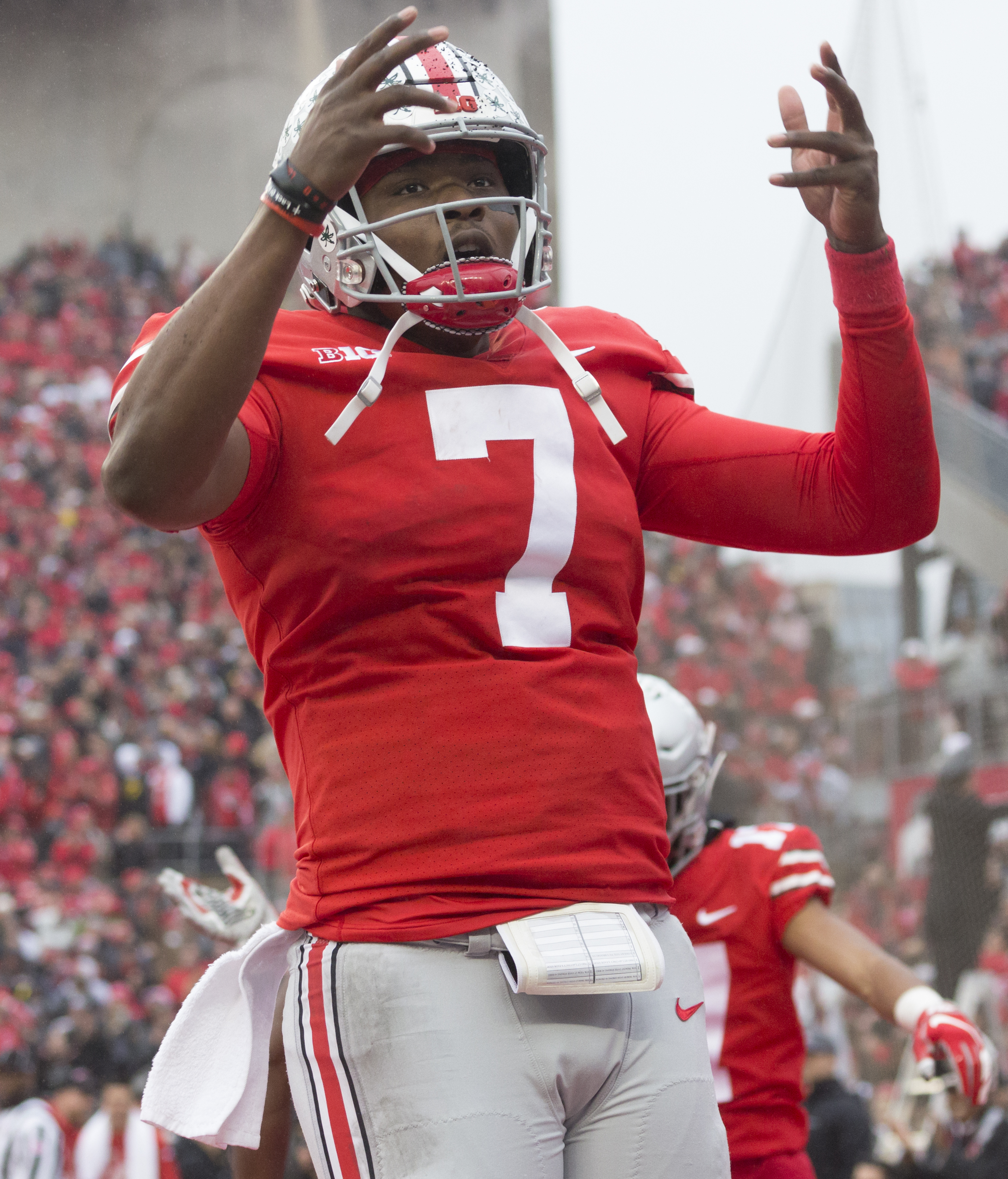
Haskins à Ohio State en 2018.

Physiquement hors normes pour son âge, considéré comme un joueur « spécial » capable d'appeler ses propres jeux, il est sollicité par de nombreuses équipes universitaires et rejoint finalement les Buckeyes  de l'université d'État de l'Ohio. Après deux saisons comme remplaçant, il est titularisé dès le début de la saison 2018. Il conduit les Buckeyes à la victoire (28 à 23) lors du Rose Bowl 2019 joué contre Huskies de Washington et est désigné meilleur joueur du match (MVP),.
Au terme de la saison 2018, il termine troisième dans les votes du trophée Heisman derrière Kyler Murray et Tua Tagovailoa. Il décide ensuite de ne pas jouer sa saison junior pour se présenter à la draft 2019 de la NFL.
En tant qu'étudiant, il s'est spécialisé dans le journalisme.

### Redskins de Washington

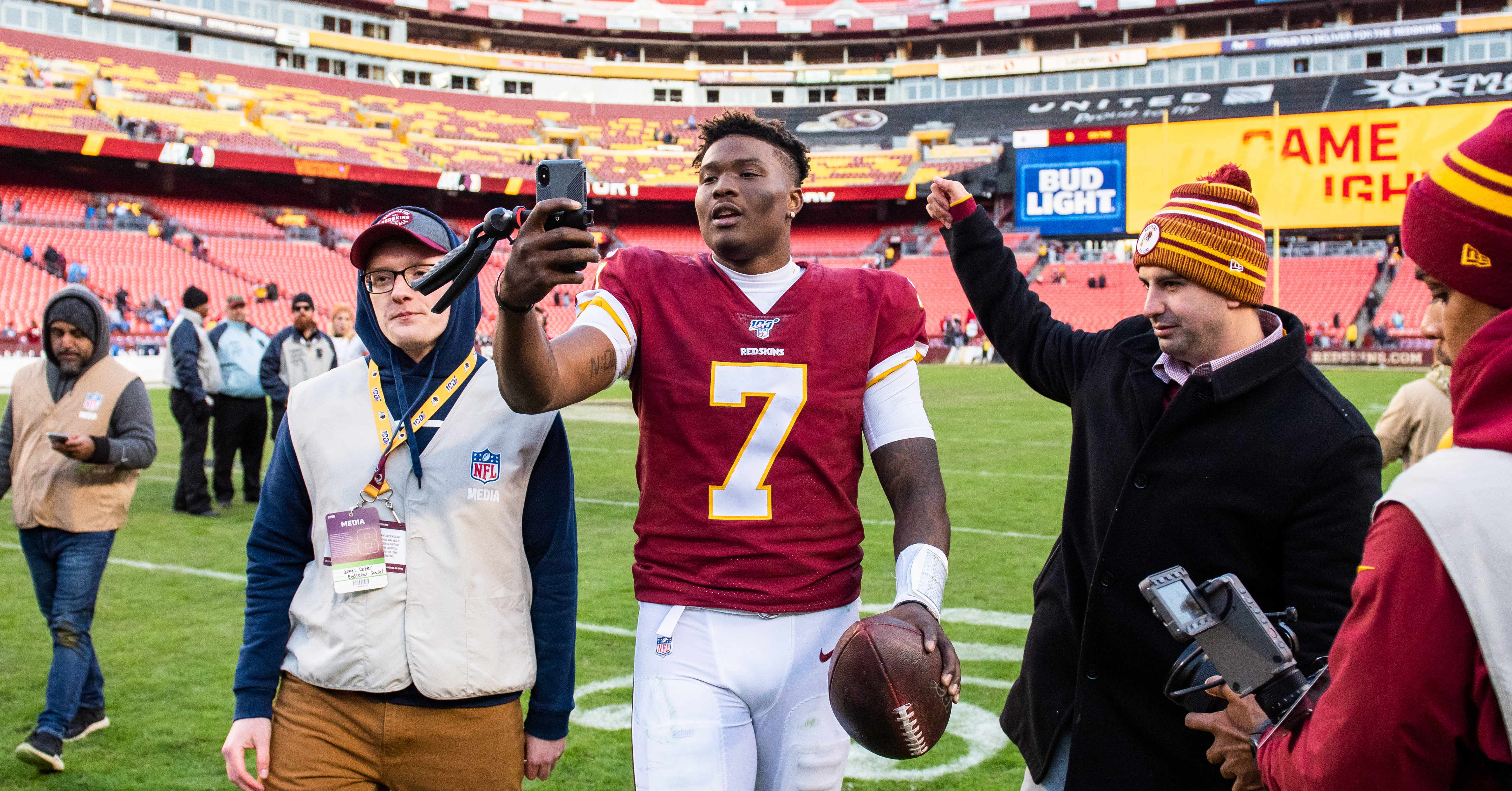
Haskins après sa première victoire en tant que quarterback titulaire en 2019.

Longtemps annoncé comme le remplaçant d'Eli Manning aux Giants de New York, il est finalement sélectionné par la franchise des Redskins de Washington en tant que 15e choix global lors du premier tour de la draft 2019 de la NFL et y signe un contrat de quatre ans le 9 mai 2019 pour un montant de 14,37 millions de dollars incluant une prime à la signature de 8,47 millions de dollars.
Le 1er novembre 2019, il fait ses débuts professionnels en tant que titulaire lors de la défaite de 9 à 24 contre les Bills de Buffalo. Il gagne 19 à 16 son premier match joué en 12e semaine contre les Lions de Détroit, y gagnant 156 yards à la passe et 28 yards à la course malgré une interception, ce qui lui vaut le prix Pepsi du meilleur débutant NFL de la semaine.
Pour la saison 2020, Ron Rivera, entraîneur principal de Washington, compte peu sur Haskins qu'il considère comme le 3e quarterback de l'équipe derrière Kyle Allen et Alex Smith. Les blessures de ces deux derniers forcent Rivera à titulariser Haskins malgré son niveau de jeu toujours jugé trop faible. En décembre, Haskins est critiqué à la fois pour le non respect des mesures sanitaires relatives à la pandémie de Covid-19 (en octobre 2020, il effectue une réservation pour un ami de la famille au sein de l'hôtel de l'équipe à New York avant le match contre les Giants et en décembre 2020, il participe sans masque à la soirée d'anniversaire de sa petite amie) et pour ses faibles prestations sur le terrain (lors de son dernier match joué face aux Panthers, il ne réussit que 14 des 28 passes tentées et ne gagne que 154 yards tout en se faisant intercepter à 2 reprises).
Le 28 décembre 2020, il est licencié par la franchise de Washington,.

### Steelers de Pittsburgh
Le 21 janvier 2021, Haskins signe un contrat avec les Steelers de Pittsburgh,. Il est désigné 3e quarterback de l'équipe derrière Ben Roethlisberger et Mason Rudolph. Il a été inactif pendant tous les matchs sauf un.
Le 11 mars 2022, les Steelers désignent Haskins comme agent libre restreint et il y signe un contrat d'un an le 16 mars

## Statistiques

### Universitaires
| Année  | Équipe     | Statut | MJ |         | Passes   | Passes | Passes | Passes | Passes | Passes | Passes  |       | Courses | Courses | Courses | Courses |
| Année  | Équipe     | Statut | MJ | Tentées | Réussies | Pct.   | Yards  | TD     | Int.   | Éval.  | Tentées | Yards | Moy.    | TD      |         |         |
| 2017   | Ohio State | Fr     | 08 | 057     | 040      | 70,2   | 0565   | 04     | 1      | 173,1  | 24      | 086   | 3,6     | 0       |         |         |
| 2018   | Ohio State | So     | 14 | 533     | 373      | 70,2   | 4 831  | 50     | 8      | 174,1  | 85      | 108   | 1,3     | 4       |         |         |
| Totaux | Totaux     | Totaux | 22 | 590     | 413      | 70,1   | 5 396  | 54     | 9      | 174    | 109     | 194   | 1,8     | 4       |         |         |

### Professionnelles
| Taille              | Poids           | Bras           | Main          | Sprint   | Sprint   | Sprint   | Shuttle 20 yards | 3 cones drill | Détente        | Détente     | Développé couché | Test Wonderlic |
| Taille              | Poids           | Bras           | Main          | 40 yards | 10 yards | 20 yards | Shuttle 20 yards | 3 cones drill | verticale      | horizontale | Développé couché | Test Wonderlic |
| 1,91 m (6 ft 3⅜ in) | 105 kg (231 lb) | 85 cm (33½ in) | 24 cm (9⅝ in) | 5,04 s   | 1,72 s   | 2,90 s   | -                | -             | 72 cm (28½ in) | cm ( in)    | -                | 25             |

| Année              | Équipe                   | MJ |         | Passes   | Passes | Passes | Passes | Passes | Passes | Passes  |       | Courses | Courses | Courses | Courses |
| Année              | Équipe                   | MJ | Tentées | Réussies | Pct.   | Yards  | TD     | Int.   | Éval.  | Tentées | Yards | Moy.    | TD      |         |         |
| 2019               | Redskins de Washington   | 9  | 203     | 119      | 58,6   | 1 365  | 7      | 7      | 76,1   | 20      | 101   | 5,1     | 0       |         |         |
| 2020               | Washington Football Team | 7  | 241     | 148      | 61,4   | 1 439  | 5      | 7      | 73,0   | 20      | 046   | 2,3     | 1       |         |         |
| 2021               | Steelers de Pittsburgh   | 0  | -       | -        | -      | -      | -      | -      | -      | -       | -     | -       | -       |         |         |
| Totaux en carrière | Totaux en carrière       | 16 | 444     | 267      | 60,1   | 2 804  | 12     | 14     | 74,4   | 40      | 147   | 3,7     | 1       |         |         |

## Récompenses et trophées
- En NCAA[24] :
  - prix du Chicago Tribune Silver Football (en) en 2018 ;
  - Trophée Graham–George (en) en 2018 ;
  - Prix Grise-Brees du quarterback de l'année (en) du meilleur joueur offensif en 2018 ;
  - Prix du Sammy Baugh Trophy en 2018 ;
  - Prix du trophée Kellen Moore (en) en 2018 ;
  - MVP de la finale de conférence Big Ten 2018 ;
  - MVP du Rose Bowl 2019 ;
  - sélectionné dans l'équipe type de la Big Ten en 2018.

- En NFL :
- Meilleur joueur débutant NFL de la 12e semaine en 2019[14].

## Vie privée
Haskins portait le surnom Simba en référence au film Le Roi Lion de 1994 car dès son enfance car il avait une coiffure afro qui ressemblait selon sa mère à une crinière de lion. Il a utilisé ce surnom comme motivation et l'a incorporé dans sa marque de vêtements, Kingdom of Pride.
Son mentor au lycée et à l'université était le Wide receiver de la NFL Mohamed Sanu, qu'il a rencontré par l'intermédiaire de Mohamed Jabbie, l'un de ses meilleurs amis et neveu de Sanu.
Originaire du New Jersey, Haskins a grandi en tant que fan des Giants de New York.
Haskins était marié à Kalabrya Gondrezick-Haskins. Kalabrya est arrêtée pour violences domestiques après avoir été soupçonnée d'avoir frappé Haskins lors d'une altercation au Cosmopolitan de Las Vegas le 3 juillet 2021.

### Mort
Il meurt le 9 avril 2022 après avoir été renversé à Fort Lauderdale en Floride par un camion alors qu'il traversait une autoroute du sud de la Floride où il s'entraînait en compagnie de ses coéquipiers des Steelers. La Florida Highway Patrol a déclaré qu'il marchait sur l'Interstate 595 près de Davie lorsqu'il a été heurté par un camion-benne alors qu'il tentait de traverser les voies de l'autoroute en direction de l'ouest. Il est déclaré mort sur les lieux de l'accident.